# Neil Patrick Harris
Neil Patrick Harris (født 15. juni 1973) er en amerikansk skuespiller, sanger, forfatter, producer og tv-vært. Han er bedst kendt for sine komiske tv-roller og for hans roller i dramaer og musicals i teaterverden. På tv er han bedst kendt for at have hovedrollen i ungdomsserien Doogie Howser, M.D. (1989–1993), som Barney Stinson i How I Met Your Mother (2005–2014, en rolle der gav ham fire Emmy-nomineringer) og som Count Olaf i A Series of Unfortunate Events (2017–2019).
Harris er også kendt for at spille hovedrollen i Joss Whedons musical Dr. Horrible's Sing-Along Blog (2008) og som den fiktive version af sig selv i Harold & Kumar-filmserien (2004–2011). Hans andre filmroller inkluderer Starship Troopers (1997), Beastly (2011), The Smurfs (2011), The Smurfs 2 (2013), A Million Ways to Die in the West (2014) og Gone Girl (2014).
Harris har været vært ved Tony Awards i 2009, 2011, 2012 og 2013, for hvilket han har vundet fire "special class" Emmy Awards. Han har også været vært ved Primetime Emmy Awards i 2009 og 2013, samt ved Oscaruddelingen i 2015, hvilket han var den første udsprungne homoseksuelle mand til at gøre.
Harris var del af magasinet Times "100 Most Influential People" i 2010.

## Opvækst
Harris blev født i Albuquerque, New Mexico, USA og voksede op i Ruidoso, New Mexico med hans ældre bror og forældrene, Sheila Gail (født Scott) og Ronald Gene Harris. Hans forældre var begge advokater, som også bestyrede en restaurant. Han gik på La Cueva High School i Albuquerque, og dimitterede med "high honors" i 1991, hvilket han tillægger, at han fik privatundervisning gennem det meste af skoleåret.

## Karriere

### Film
Harris begyndte sin karriere som barn, og blev opdaget af manuskriptforfatteren Mark Medoff på en dramalejr i Las Cruces (New Mexico). Medoff castede ham senere til dramafilmen Clara's Heart, fra 1988, overfor Whoopi Goldberg, som er baseret på romanen af samme navn af Joseph Olshan. Clara's Heart gav Harris en Golden Globe-nominering. Samme år medvirkede han i børnefilmen Purple People Eater.
Harris' første voksne filmrolle var i 1995 i Animal Room, selvom han spiller en teenager. Hans efterfølgende arbejde var biroller i bl.a. The Next Best Thing, Undercover Brother og i Starship Troopers. I 2004 spillede Harris en opdigtet kæk skørtejæger-udgave af sig selv i Harold & Kumar Go to White Castle. Det var dette skift fra den pæne "Doogie Howser"-karakter til den mere skrupelløse og frække rolle i Harold & Kumar, der satte Harris fri og genskabte hans skuespillerkarriere, hvilket førte til hans, nu, ikoniske rolle som Barney Stinson in How I Met Your Mother det følgende år. Han genoptog sin rolle i efterfølgerne Harold & Kumar Escape from Guantanamo Bay og A Very Harold & Kumar 3D Christmas.
I 2010 lagde Harris stemme til den voksne Dick Grayson (Nightwing) i tegnefilmen Batman: Under the Red Hood og som beaglen Lou i filmen Cats & Dogs: The Revenge of Kitty Galore. Samme år havde han hovedrollen i independentkomedien The Best and the Brightest. Den 7. marts 2010 optrådte han som en overraskelse ved de 82. Academy Awards, hvor han åbnede prisuddelingen med et musicalnummer. Han medvirkede i filmene The Smurfs (2011) og The Smurfs 2 (2013). Harris lægger også stemme til aben Steve i Cloudy with a Chance of Meatballs-filmserien.
I 2014 viste Harris en mere seriøs side i Gone Girl, som er instrueret af David Fincher. Harris optræder som Desi Collings, den velhavende besatte ekskæreste til Amy Dunne, som spilles af Rosamund Pike. Harris har sagt: "Jeg måtte knibe mig selv i armen" over at han fik lov til at arbejde med Fincher. Han modtog generelt ros og gode anmeldelser for sin optræden, ligesom filmen.
Den 22. februar 2015 var Harris ved de 87. Academy Awards; det var første gang han var vært ved prisuddelingen og første gang en udsprungen homoseksuel mand var vært ved Academy Awards.
I oktober 2019 blev det meldt ud, at Harris ville medvirke i fjerde film i Matrix-serien, The Matrix Resurrections.

### Teater
Harris har arbejdet på Broadway i både musicals og dramatiske roller. Han spillede Tobias Ragg i koncertopførslen af Sweeney Todd i 2001. I 2002 optrådte han ved siden af Anne Heche i Proof. I 2003 fik han rollen som Emcee i Cabaret sammen med Deborah Gibson og Tom Bosley. Som resultat af hans anmelderroste præstation i Cabaret, blev Harris' optræden som Emcee udnævnt som den bedste af Emcee af GuestStarCasting.com, hvor han slog andre stjerneskuespilleres, John Stamos og Alan Cummings, optrædener. I 2004 optrådte han i den todelte rolle som Balladeer og Lee Harvey Oswald på Broadway i genopførslen af Stephen Sondheims musical Assassins. Han sang også Charles' rolle (oprindeligt spillet af Anthony Perkins i et telecast fra ABC i 1966) i en Nonesuch-optagelse af Sondheims Evening Primrose og spillede Mark Cohen i den turnerende musical Rent i 1997, en rolle han parodierede den 10. januar 2009 i et afsnit af Saturday Night Live, som han var vært på.
I 2010 instruerede Harris en sceneproduktion af rockmusicalen Rent til Hollywood Bowl; han castede sin Beastly-kollega Vanessa Hudgens som Mimi. I 2011 havde Harris hovedrollen som Bobby i Stephen Sondheims Company med New York Philharmonic in concert, overfor Patti LuPone og andre. Samme år instruerede han The Expert at the Card Table på Broad Stage's Edye i Santa Monica, Californien.
Harris har været vært på Tony Awards fire gange: de. 63. Tony Awards den 7. juni 2009, de 65. Tony Awards den 12. juni 2011, de 66. Tony Awards den 10. juni 2012 og de 67. Tony Awards den 9. juni 2013. Kun Dame Angela Lansbury har været vært for prisuddelingen flere gange, med hendes fem ceremonier. Værtsrollen for Tony Awards har givet ham fire Primetime Emmy Awards i 2010, 2012, 2013 og 2014.
En uge efter Tony-prisuddelingen blev det annonceret, at Harris ville spille hovedrollen i den første Broadway-opsætning af rockmusicalen Hedwig and the Angry Inch, som han spillede fra marts til august ud 2014. Harris vandt en Tony i kategorien "Best Actor in a Musical" for rollen i 2014.

### Tv
Fra 1989 havde Harris titelrollen som vidunderbarnet og den unge læge i Doogie Howser, M.D., som gav ham en Golden Globe-nominering. Da serien blev afsluttet efter fire sæsoner i 1993, havde Harris en række af gæsteoptrædener i tv-serier, bl.a. Murder, She Wrote. Fra 1999 til 2000 medvirkede han sammen med Tony Shalhoub i NBC-sitcommen Stark Raving Mad, som havde 22 afsnit. Han havde så flere hovedroller i tv-film, bl.a. Snowbound: The Jim and Jennifer Stolpa Story i 1994, My Ántonia i 1995, The Christmas Wish i 1998, Joan of Arc i 1999, The Wedding Dress i 2001 og The Christmas Blessing i 2005.
Fra 2005 til 2014 spillede Harris Barney Stinson, en kæk skørtejæger, i CBS' sitcom How I Met Your Mother. Rollen gav ham Emmy-nomineringer i kategorien "Outstanding Supporting Actor in a Comedy Series" hvert år fra 2007 til 2010.
I 2008 havde en Harris gæsteoptræden på Sesame Street som Sesame Street Fairy Shoe Person. I 2009 var han vært for TV Land Awards og medvirkede som gæstedommer i den niende sæson af American Idol.
Harris var vært for de 61. Primetime Emmy Awards den 20. september 2009. Den 21. august 2010 vandt han to Emmy Awards ved "Creative Arts Emmy Awards"-uddelingen, den ene vandt han for sin optræden i tv-serien Glee. Harris var vært for de 65. Primetime Emmy Awards den 22. september 2013, som blev hans anden omgang som vært for prisuddelingen.
Efter en trailer var blevet vist på San Diego Comic-Con, havde musical-afsnittet af Batman: The Brave and the Bold premiere den 23. oktober 2009 på Cartoon Network, hvor Harris optræder som den skurkagtige Music Meister. Som en figur som kan tvinge folk til at gøre som han befaler ved at synge for dem, brugte Harris det meste af afsnittet brugt på at synge flere originale sange.
I 2010 optog Harris et pilotafsnit af den amerikanske udgave af det britiske gameshow The Cube som vært, men programmet blev ikke bragt til videre produktion.
I 2014 takkede Harris nej til at overtage David Lettermans værtrolle på Late Show på CBS, med udtalelsen om, at han frygtede at han ville komme til at kede sig i den gentagende struktur som et sent talkshow har. Han afslog også at overtage Craig Fergusons værtrolle på The Late Late Show af samme årsag, selvom han har udtalt, at han faktisk aldrig var blevet tilbudt nogen af jobsene.
Den 15. september 2015 havde Best Time Ever with Neil Patrick Harris, et live variéteprogram med Harris som vært på NBC, sin premiere, men blev aflyst efter otte afsnit.
Den 15. januar 2016 castede Netflix Harris i tv-versionen af A Series of Unfortunate Events, hvor han spiller Count Olaf. Den kørte i tre sæsoner med 25 afsnit, før serien blev afsluttet 1. januar 2019.
Den 31. marts 2017 tog NBC Harris' gameshow med titlen Genius Junior til videre produktion, med konceptet at gameshowet skulle teste landets klogeste børn. Harris skulle have værtsrollen og være executive producer. Programmet blev bestilt med 10 afsnit og havde premiere den 18. marts 2018.
I januar 2021 medvirkede Harris i den britiske dramaserie, It's a Sin, som blev sendt på Channel 4, og skildrer HIV/AIDS-pandemien i 1980'erne i Storbritannien. I juni 2021 blev det meldt ud, at Harris skulle være dommer i programmet Australia's Got Talent: Challengers & Champions, et spin-off-program af Australia's Got Talent.

### Andet arbejde
I 2007 arbejdede Harris med Mike Nelson på kommentarsporet for RiffTrax. De to kommenterede på filmen Willy Wonka & the Chocolate Factory. Harris er stor fan af kult-tv-serien som Nelson var del af, Mystery Science Theater 3000. Harris blev i 1992 interviewet til en Comedy Central-specialudgave, This Is MST3K, med Penn Jillette som vært, om serien og dens fans. I 2008 spillede titelrollen i Joss Whedons musical-webserie Dr. Horrible's Sing-Along Blog sammen med Nathan Fillion og Felicia Day. Seriens første afsnit havde premiere den 15. juli 2008. Han har lagt stemme til Disney California Adventure Park-forlystelsen California Screamin'.
Den 11. december 2010 var Harris vært ved Spike Video Game Awards.
I oktober 2014 udgav Harris en memoir med titlen Neil Patrick Harris: Choose Your Own Autobiography, der blev struktureret som en børnebogsstruktur, Choose Your Own Adventure. Biografen lå to uger på på The New York Times Best Seller List. Hans debut- ungdomsroman, The Magic Misfits, blev udgivet november 2017 og var den første bog ud af fire i serien.
I oktober 2020 udgav Harris et brætspil med navnet Box One, som er produceret af det luksuriøse spilfirma Theory11. Spillet kan i øjeblikket kun købes i Target.

## Privatliv
Harris sprang ud offentligt i november 2006, med ordene "Jeg er glad for at kunne forklare alle misforståelser og rygter og jeg er ret stolt over at kunne sige, at jeg er en meget tilfreds homoseksuel mand, der lever mit liv fuldt ud og føler mig mest heldig over at kunne arbejde med de mest vidunderlige mennesker i den branche jeg holder så meget af."
Harris deltog ved Emmy Awards i september 2007 med hans forlovede David Burtka, og parret bekræftede senere deres forhold. I et interview på The Ellen DeGeneres Show fortalte Harris, at forholdet til Burtka startede i 2004. Burtka har haft en mindre rolle i How I Met Your Mother, som karakteren Lilys ekskæreste fra high school, Scooter.
Den 14. august 2010 annoncerede Harris, at han og Burtka ventede tvillinger med hjælp fra en rugemor. Deres søn, Gideon Scott Burtka-Harris, og datter, Harper Grace Burtka-Harris, blev født den. 12. oktober 2010.
Som følge af lovændringen i New York den 24. juni 2011, der lovliggjorde samme-kønsvielser, annoncerede Harris og Burtka deres forlovelse på Twitter, og fortalte, at de havde friet til hinanden fem år forinden, men at de havde holdt forlovelsen skjult indtil samme-kønsvielser blev tilladt. Den 8. september 2014 skrev Harris på hans Twitter-profil, at han og Burtka var blevet gift i weekenden i Italien. Pamela Fryman, den gennemgående instruktør på How I Met Your Mother, viede parret, mens musikeren Elton John spillede ved receptionen.
Harris er fan af tryllekunst og magi, ligesom hans karakter i How I Met Your Mother. Hans karakter i tv-serien American Horror Story: Freak Show var også tryllekunstner. Harris' Glee-karakter optrådte også med trylleri. Han har tidligere siddet som formand for "Board of Directors of Hollywood's Magic Castle". Harris vandt i 2006 prisen Tannen's Magic Louis Award og var vært ved World Magic Awards den 11. oktober 2008. Harris og hans mand David Burtka var æregæster i et Top Chef Masters-afsnit, som blev optaget på Magic Castle.

## Filantropi
Sideløbende med hans skuespillerkarriere har Harris støttet og doneret forskellige velgørenhedsorganisationer og fonde. De listes her:
| - AIDS Healthcare Foundation - Alex's Lemonade Stand Foundation - American Cancer Society organization - Broadway Cares/Equity Fights AIDS organization - Children International organization - Clothes Off Our Back Foundation - Elton John AIDS Foundation - Entertainment Industry Foundation - Feeding America organization - First Book organization - Food on Foot charity - Global Green organization | - Hope North organization - International Myeloma Foundation - LeBron James Family Foundation - Live Out Loud organization - Los Angeles Mission organization - Motion Picture and Television Fund Foundation - Noreen Fraser Foundation - Project Angel Food organization - Real Medicine Foundation - Stand Up To Cancer organization - Susan G. Komen for the Cure organization - The Trevor Project organization. |  |

I oktober 2014 deltog Harris i en middag afholdt af Elton John AIDS Foundation og i september 2016 var han og hans mand æresgæster ved en he and his husband were the honorary hosts of a culinary cookout to help raise money for the Alex's Lemonade Stand Foundation. In April 2019, Harris hosted WE Day California, a charity event that celebrates students who have made a change in their community.

## Diskografi

### Cast-optagelser
| År   | Albumtitel                                                   | Noter                            |
| ---- | ------------------------------------------------------------ | -------------------------------- |
| 2001 | Evening Primrose                                             | Studio Cast                      |
| 2004 | Assassins                                                    | Revival Cast Recording           |
| 2006 | Wall to Wall: Stephen Sondheim                               | Concert Cast                     |
| 2008 | Dr. Horrible's Sing-Along Blog                               | Original Cast Recording          |
| 2009 | Batman: The Brave and the Bold – Mayhem of the Music Meister | Original Cast Recording          |
| 2014 | Hedwig and the Angry Inch                                    | Original Broadway Cast Recording |

### Singler
| År   | Single                                  | Højeste chart plads | Højeste chart plads | Højeste chart plads | Højeste chart plads | Højeste chart plads | Salg        | Album                                  |
| År   | Single                                  | AUS                 | CAN                 | IRE                 | UK                  | US                  | Salg        | Album                                  |
| ---- | --------------------------------------- | ------------------- | ------------------- | ------------------- | ------------------- | ------------------- | ----------- | -------------------------------------- |
| 2010 | "Nothing Suits Me Like a Suit"          | 113                 | 76                  | —                   | 50                  | —                   | —           | How I Met Your Mother season 5         |
| 2010 | "Dream On" (featuring Matthew Morrison) | 91                  | 24                  | 44                  | 47                  | 26                  | 84,000 (US) | Glee: The Music, Volume 3 Showstoppers |

## Filmografi

### Film
| År   | Titel                                     | Rolle                             | Noter           |
| ---- | ----------------------------------------- | --------------------------------- | --------------- |
| 1988 | Clara's Heart                             | David Hart                        |                 |
| 1988 | Purple People Eater                       | Billy Johnson                     |                 |
| 1995 | Animal Room                               | Arnold Mosk                       |                 |
| 1997 | Starship Troopers                         | Carl Jenkins                      |                 |
| 1998 | The Proposition                           | Roger Martin                      |                 |
| 2000 | The Next Best Thing                       | David                             |                 |
| 2002 | The Mesmerist                             | Benjamin                          |                 |
| 2002 | Undercover Brother                        | Lance                             |                 |
| 2004 | Harold & Kumar Go to White Castle         | Neil Patrick Harris               |                 |
| 2005 | The Golden Blaze                          | The Comic Shop Owner              | Direct-to-DVD   |
| 2008 | Harold & Kumar Escape from Guantanamo Bay | Neil Patrick Harris               |                 |
| 2008 | Beyond All Boundaries                     | 1st Lt. David Hettema (stemme)    | Dokumentar      |
| 2008 | Justice League: The New Frontier          | Barry Allen / The Flash (stemme)  | Direct-to-DVD   |
| 2009 | Cloudy with a Chance of Meatballs         | Aben Steve (stemme)               |                 |
| 2010 | Cats & Dogs: The Revenge of Kitty Galore  | Beaglen Lou (stemme)              |                 |
| 2010 | The Best and the Brightest                | Jeff                              |                 |
| 2010 | Batman: Under the Red Hood                | Dick Grayson / Nightwing (stemme) | Direct-to-DVD   |
| 2011 | Beastly                                   | Will Fratalli                     |                 |
| 2011 | The Smurfs                                | Patrick Winslow                   |                 |
| 2011 | A Very Harold & Kumar 3D Christmas        | Neil Patrick Harris               |                 |
| 2011 | The Muppets                               | Sig selv                          | Cameo           |
| 2012 | American Reunion                          | Celebrity Dance-Off (vært)        | Cameo           |
| 2013 | The Smurfs 2                              | Patrick Winslow                   |                 |
| 2013 | Cloudy with a Chance of Meatballs 2       | Aben Steve (stemme)               |                 |
| 2014 | A Million Ways to Die in the West         | Foy                               |                 |
| 2014 | Gone Girl                                 | Desi Collings                     |                 |
| 2017 | Downsizing                                | Jeff Lonowski                     |                 |
| 2019 | Dads                                      | Sig selv                          | Dokumentar      |
| 2021 | 8-Bit Christmas                           |                                   | Post-produktion |
| 2021 | The Matrix Resurrections                  |                                   | Post-produktion |
| 2022 | The Unbearable Weight of Massive Talent   |                                   | Post-produktion |

### Tv
| År         | Titel                                        | Rolle                              | Noter                                                 |
| ---------- | -------------------------------------------- | ---------------------------------- | ----------------------------------------------------- |
| 1988       | Too Good to Be True                          | Danny Harland                      | Tv-film                                               |
| 1989       | B.L. Stryker                                 | Buder Campbell                     | Afsnit: "Blues for Buder"                             |
| 1989       | Cold Sassy Tree                              | Will Tweedy / Narrator             | Tv-film                                               |
| 1989       | Home Fires Burning                           | Lonnie Tibbits                     | Tv-film                                               |
| 1989–1993  | Doogie Howser, M.D.                          | Douglas "Doogie" Howser            | 97 afsnit                                             |
| 1990       | The Earth Day Special                        | Doogie Howser                      | Tv-film                                               |
| 1991       | Stranger in the Family                       | Steve Thompson                     | Tv-film                                               |
| 1991       | Blossom                                      | The "Charming" Derek Slade         | Afsnit: "Blossom – A Rockumentary"                    |
| 1991       | The Simpsons                                 | Sig selv som Bart Simpson (stemme) | Afsnit: "Bart the Murderer"                           |
| 1992       | Roseanne                                     | Dr. Doogie Howser                  | Afsnit: "Less Is More"                                |
| 1992       | Captain Planet and the Planeteers            | Todd Andrews (stemme)              | Afsnit: "A Formula for Hate"                          |
| 1992       | Capitol Critters                             | Max (stemmee)                      | 13 afsnit                                             |
| 1993       | Quantum Leap                                 | Mike Hammond                       | Afsnit: "Return of the Evil Leaper – October 8, 1956" |
| 1993       | Murder, She Wrote                            | Tommy Remsen                       | Afsnit: "Lone Witness"                                |
| 1993       | A Family Torn Apart                          | Brian Hannigan                     | Tv-film                                               |
| 1994       | Snowbound: The Jim and Jennifer Stolpa Story | Jim Stolpa                         | Tv-film                                               |
| 1995       | The Man in the Attic                         | Edward Broder                      | Tv-film                                               |
| 1995       | Not Our Son                                  | Paul Kenneth Keller                | Tv-film                                               |
| 1995       | My Antonia                                   | Jimmy Burden                       | Tv-film                                               |
| 1995       | Legacy of Sin: The William Coit Story        | William Coit                       | Tv-film                                               |
| 1996       | The Outer Limits                             | Howie Morrison                     | Afsnit: "From Within"                                 |
| 1997       | Homicide: Life on the Street                 | Alan Schack                        | Afsnit: "Valentine's Day"                             |
| 1998       | The Christmas Wish                           | Will Martin                        | Tv-film                                               |
| 1999       | Joan of Arc                                  | The Dauphin                        | 2 afsnit                                              |
| 1999-2000  | Stark Raving Mad                             | Henry McNeeley                     | 22 afsnit                                             |
| 2000       | Will & Grace                                 | Bill                               | Afsnit: "Girls, Interrupted"                          |
| 2001       | Static Shock                                 | Johnny Morrow / Replay (stemme)    | Afsnit: "Replay"                                      |
| 2001       | Son of the Beach                             | Loverboy                           | Afsnit: "Queefer Madness"                             |
| 2001       | As Told by Ginger                            | Ned (stemmee)                      | Afsnit: "Season of Caprice"                           |
| 2001       | The Legend of Tarzan                         | Moyo (stemme)                      | Afsnit: "Tarzan and the Challenger"                   |
| 2001       | Ed                                           | Joe Baxter                         | Afsnit: "Replacements"                                |
| 2001       | The Wedding Dress                            | Travis Cleveland                   | Tv-film                                               |
| 2002       | Touched by an Angel                          | Jonas                              | Afsnit: "The Princeless Bride"                        |
| 2002       | Justice League                               | Ray Thompson (stemme)              | 2 afsnit                                              |
| 2003       | Boomtown                                     | Peter Corman                       | Afsnit: "Monster's Brawl"                             |
| 2003       | Spider-Man: The New Animated Series          | Peter Parker / Spider-Man (stemme) | 13 afsnit                                             |
| 2004       | Law & Order: Criminal Intent                 | John Tagman                        | Afsnit: "Want"                                        |
| 2005       | Numb3rs                                      | Ethan Burdick                      | Afsnit: "Prime Suspect"                               |
| 2005       | Jack & Bobby                                 | Prof. Preston Phelps               | Afsnit: "Querida Grace"                               |
| 2005       | The Christmas Blessing                       | Nathan Andrews                     | Tv-film                                               |
| 2005-2014  | How I Met Your Mother                        | Barney Stinson                     | 208 afsnit; instruktør i afsnittet: "Jenkins"         |
| 2006       | Me, Eloise                                   | (stemme)                           | Afsnit: "Eloise Goes to School"                       |
| 2007, 2009 | Family Guy                                   | Barney Stinson (stemme)            | Afsnit: "No Chris Left Behind" "Peter's Progress"     |
| 2008       | Sesame Street                                | The Fairy Shoeperson               | Afsnit: "Telly's New Shoes"                           |
| 2009-2012  | Robot Chicken                                | Forskellige roller (stemme)        | 3 afsnit                                              |
| 2009       | Saturday Night Live                          | Sig selv (vært)                    | Afsnit: "Neil Patrick Harris/Taylor Swift"            |
| 2009       | Batman: The Brave and the Bold               | The Music Meister (stemme)         | Afsnit: "Mayhem of the Music Meister!"                |
| 2009       | 7th Annual TV Land Awards                    | Sig selv (vært)                    | Tv-special                                            |
| 2009       | 63rd Tony Awards                             | Sig selv (vært)                    | Tv-special                                            |
| 2009       | 61st Primetime Emmy Awards                   | Sig selv (vært)                    | Tv-special                                            |
| 2009       | Yes, Virginia                                | Dr. Philip O'Hanlon (stemme)       | Tv-special                                            |
| 2010–2015  | The Penguins of Madagscar                    | Dr. Blowhole (stemme)              | 3 afsnit                                              |
| 2010       | Glee                                         | Bryan Ryan                         | Afsnit: "Dream On"                                    |
| 2010       | 2010 Spike Video Game Awards                 | Sig selv (vært)                    | Tv-special                                            |
| 2011–2013  | Adventure Time                               | Prince Gumball (stemme)            | 2 afsnit                                              |
| 2011       | Brain Games                                  | Fortæller (stemme)                 | 3 afsnit                                              |
| 2011       | Tony Awards                                  | Sig selv (vært)                    | Tv-special                                            |
| 2012       | Tony Awards                                  | Sig selv (vært)                    | Tv-special                                            |
| 2013       | Tony Awards                                  | Sig selv (vært)                    | Tv-special                                            |
| 2013       | The Goodwin Games                            |                                    | Instruktør - afsnittet: "The Box"                     |
| 2013       | Primetime Emmy Awards                        | Sig selv (vært)                    | Tv-special                                            |
| 2015       | American Horror Story: Freak Show            | Chester Creb                       | 2 afsnit                                              |
| 2015       | Academy Awards                               | Sig selv (vært)                    | Tv-special                                            |
| 2015       | Best Time Ever with Neil Patrick Harris      | Sig selv (vært)                    | 8 afsnit; også forfatter og executive producer        |
| 2017–2019  | A Series of Unfortunate Events               | Count Olaf                         | 25 afsnit; også producer                              |
| 2017       | Mystery Science Theater 3000                 | Neville LaRoy                      | Afsnit: "Avalanche"                                   |
| 2017       | At Home with Amy Sedaris                     | Sig selv                           | Afsnit: "Holidays"                                    |
| 2018       | Genius Junior                                | Sig selv (vært)                    | 10 afsnit; også executive producer                    |
| 2019       | Ghostwriter                                  | The White Rabbit (stemme)          | Afsnit: "Ghost in Wonderland, Part 1"                 |
| 2020       | Home Movie: The Princess Bride               | Westley                            | Afsnit: "Life Is Pain"                                |
| 2020       | Chopped                                      | Sig selv (gæstedommer)             | Afsnit: "Fine Diner Dining"                           |
| 2021       | It's a Sin                                   | Henry Coltrane                     | Afsnit #1.1                                           |
| 2021       | Eden                                         | Zero (stemme)                      | Post-produktion                                       |
| 2021       | Star Wars: Visions                           | Karre (stemmee)                    | Korfilm: The Twins: engelsksproget dub                |

### Teater
| År   | Titel                     | Rolle                             | Noter                                            |
| ---- | ------------------------- | --------------------------------- | ------------------------------------------------ |
| 1997 | Rent                      | Mark Cohen                        | National Tour                                    |
| 1998 | Romeo og Julie            | Romeo Montague                    | Old Globe Theatre                                |
| 2001 | Sweeney Todd              | Tobias Ragg                       | San Francisco Symphony Orchestra concert version |
| 2002 | Proof                     | Hal                               | Manhattan Theatre Club                           |
| 2003 | Cabaret                   | Emcee                             | Stephen Sondheim Theatre                         |
| 2004 | The Paris Letter          | Young Anton / Burt Sarris         | Roundabout Theatre                               |
| 2004 | Assassins                 | Lee Harvey Oswald / The Balladeer | Roundabout Theatre                               |
| 2005 | Tick, Tick... BOOM!       | Jon                               | Menier Chocolate Factory                         |
| 2006 | All My Sons               | Chris Keller                      | Geffen Playhouse                                 |
| 2006 | Amadeus                   | Wolfgang Amadeus Mozart           | Hollywood Bowl                                   |
| 2010 | Rent                      |                                   | Instruktør - Hollywood Bowl                      |
| 2011 | Company                   | Robert                            | New York Philharmonic Concert Version            |
| 2011 | A Snow White Christmas    | Det magiske spejl                 | El Portal Theater                                |
| 2014 | Nothing to Hide           |                                   | Instruktør - Romulus Linney Courtyard Theatre    |
| 2014 | Hedwig and the Angry Inch | Hedwig                            | Belasco Theatre                                  |

### Web
| År        | Titel                          | Rolle               | Noter                                                     |
| --------- | ------------------------------ | ------------------- | --------------------------------------------------------- |
| 2008      | Dr. Horrible's Sing-Along Blog | Dr. Horrible/Billy  | 3 afsnit                                                  |
| 2008      | Prop 8: The Musical            | A Very Smart Fellow | Kortfilm                                                  |
| 2012–2013 | Neil's Puppet Dreams           | Neil Patrick Harris | 7 afsnit; også medskaber, forfatter og executive producer |

### Videospil
| År   | Titel                                                     | Rolle                              |
| ---- | --------------------------------------------------------- | ---------------------------------- |
| 2008 | Saints Row 2                                              | Veteran Child (stemme)             |
| 2009 | Eat Lead: The Return of Matt Hazard                       | Wallace "Wally" Wellesley (stemme) |
| 2010 | Rock of the Dead                                          | Unnamed character (stemme)         |
| 2010 | Spider-Man: Shattered Dimensions                          | Peter Parker / Spider-Man (stemme) |
| 2011 | The Penguins of Madagascar: Dr. Blowhole Returns – Again! | Dr. Blowhole (stemme)              |
| 2013 | Saints Row IV                                             | Veteran Child (stemme)             |

## Lydbøger
- 2014: Neil Patrick Harris: Choose Your Own Autobiography (read by the author), Random House Audio, ISBN 9780385367943

## Priser og nomineringer
| År   | Pris                                     | Kategori                                                           | Titel                             | Resultat  |
| ---- | ---------------------------------------- | ------------------------------------------------------------------ | --------------------------------- | --------- |
| 1989 | Young Artist Award                       | Best Leading Young Actor in a Feature Film                         | Clara's Heart                     | Nomineret |
| 1989 | Golden Globe Award                       | Best Performance by an Actor in a Supporting Role – Motion Picture | Clara's Heart                     | Nomineret |
| 1990 | Young Artist Award                       | Best Young Actor Starring in a Television Series                   | Doogie Howser, M.D.               | Vundet    |
| 1990 | People's Choice Award                    | Favorite Male Performer in a New TV Series                         | Doogie Howser, M.D.               | Vundet    |
| 1990 | People's Choice Award                    | Favorite Male TV Performer                                         | Doogie Howser, M.D.               | Nomineret |
| 1990 | Viewers for Quality Television Award     | Best Actor in a Quality Comedy Series                              | Doogie Howser, M.D.               | Nomineret |
| 1991 | Young Artist Award                       | Best Young Actor Starring in a Television Series                   | Doogie Howser, M.D.               | Vundet    |
| 1992 | Young Artist Award                       | Best Young Actor Starring in a Television Series                   | Doogie Howser, M.D.               | Vundet    |
| 1992 | Golden Globe Award                       | Best Actor – Television Series Musical or Comedy                   | Doogie Howser, M.D.               | Nomineret |
| 2007 | Teen Choice Award                        | Choice TV Actor: Comedy                                            | How I Met Your Mother             | Nomineret |
| 2007 | Primetime Emmy Award                     | Outstanding Supporting Actor in a Comedy Series                    | How I Met Your Mother             | Nomineret |
| 2008 | People's Choice Award                    | Favorite Scene Stealing Star                                       | How I Met Your Mother             | Nomineret |
| 2008 | Teen Choice Award                        | Choice TV Actor: Comedy                                            | How I Met Your Mother             | Nomineret |
| 2008 | Primetime Emmy Award                     | Outstanding Supporting Actor in a Comedy Series                    | How I Met Your Mother             | Nomineret |
| 2009 | Golden Globe Award                       | Best Supporting Actor – Series, Miniseries or Television Film      | How I Met Your Mother             | Nomineret |
| 2009 | TCA Award                                | Individual Achievement in Comedy                                   | How I Met Your Mother             | Nomineret |
| 2009 | Teen Choice Award                        | Choice TV Actor: Comedy                                            | How I Met Your Mother             | Nomineret |
| 2009 | Primetime Emmy Award                     | Outstanding Supporting Actor in a Comedy Series                    | How I Met Your Mother             | Nomineret |
| 2009 | Streamy Award                            | Best Male Actor in a Comedy Web Series                             | Dr. Horrible's Sing-Along Blog    | Vundet    |
| 2009 | Satellite Award                          | Best Supporting Actor – Series, Miniseries or Television Film      | How I Met Your Mother             | Nomineret |
| 2010 | Golden Globe Award                       | Best Supporting Actor – Series, Miniseries or Television Film      | How I Met Your Mother             | Nomineret |
| 2010 | Primetime Emmy Award                     | Outstanding Supporting Actor in a Comedy Series                    | How I Met Your Mother             | Nomineret |
| 2010 | Primetime Emmy Award                     | Outstanding Guest Actor in a Comedy Series                         | Glee                              | Vundet    |
| 2010 | Primetime Emmy Award                     | Outstanding Special Class Program                                  | 63rd Tony Awards                  | Vundet    |
| 2010 | Spike Video Game Award                   | Best Performance by a Human Male                                   | Spider-Man: Shattered Dimensions  | Vundet    |
| 2010 | Satellite Award                          | Best Supporting Actor – Series, Miniseries or Television Film      | How I Met Your Mother             | Nomineret |
| 2011 | People's Choice Award                    | Favorite TV Comedy Actor                                           | How I Met Your Mother             | Vundet    |
| 2011 | People's Choice Award                    | Favorite TV Guest Star                                             | Glee                              | Nomineret |
| 2011 | Critics' Choice Television Award         | Best Supporting Actor in a Comedy Series                           | How I Met Your Mother             | Vundet    |
| 2011 | Satellite Award                          | Best Supporting Actor – Series, Miniseries or Television Film      | How I Met Your Mother             | Nomineret |
| 2012 | People's Choice Award                    | Favorite TV Comedy Actor                                           | How I Met Your Mother             | Vundet    |
| 2012 | TV Guide Award                           | Favorite Actor                                                     | How I Met Your Mother             | Nomineret |
| 2012 | Teen Choice Award                        | Choice TV Actor: Comedy                                            | How I Met Your Mother             | Nomineret |
| 2012 | Primetime Emmy Award                     | Outstanding Special Class Program                                  | 65th Tony Awards                  | Vundet    |
| 2013 | Primetime Emmy Award                     | Outstanding Special Class Program                                  | 66th Tony Awards                  | Vundet    |
| 2013 | Webby Award                              | Best Comedy: Long Form or Series                                   | Neil's Puppet Dreams              | Nomineret |
| 2013 | People's Choice Award                    | Favorite TV Comedy Actor                                           | How I Met Your Mother             | Nomineret |
| 2014 | People's Choice Award                    | Favorite TV Comedy Actor                                           | How I Met Your Mother             | Nomineret |
| 2014 | People's Choice Award                    | Favorite TV Bromance                                               | How I Met Your Mother             | Nomineret |
| 2014 | Nickelodeon Kids' Choice Award           | Favorite Movie Actor                                               | The Smurfs 2                      | Nomineret |
| 2014 | Drama Desk Award                         | Outstanding Actor in a Musical                                     | Hedwig and the Angry Inch         | Vundet    |
| 2014 | Drama League Award                       | Distinguished Performance                                          | Hedwig and the Angry Inch         | Vundet    |
| 2014 | Outer Critics Circle Award               | Outstanding Actor in a Musical                                     | Hedwig and the Angry Inch         | Nomineret |
| 2014 | Daytime Emmy Award                       | Outstanding Special Class Special                                  | Disney Parks Christmas Day Parade | Nomineret |
| 2014 | Hasty Pudding Theatricals                | Hasty Pudding Man of the Year                                      | Hasty Pudding Man of the Year     | Vundet    |
| 2014 | Tony Award                               | Best Actor in a Musical                                            | Hedwig and the Angry Inch         | Vundet    |
| 2014 | Dorian Award                             | TV Musical Performance of the Year                                 | 67th Tony Awards                  | Nomineret |
| 2014 | Primetime Emmy Award                     | Outstanding Special Class Program                                  | 67th Tony Awards                  | Vundet    |
| 2015 | Alliance of Women Film Journalists Award | Best Depiction of Nudity, Sexuality, or Seduction                  | Gone Girl                         | Nomineret |
| 2015 | Grammy Award                             | Best Musical Theater Album                                         | Hedwig and the Angry Inch         | Nomineret |
| 2015 | Saturn Award                             | Best Guest Performance in a Television Series                      | American Horror Story: Freak Show | Nomineret |
| 2015 | Primetime Emmy Award                     | Outstanding Special Class Program                                  | 87th Academy Awards               | Nomineret |
| 2017 | Saturn Award                             | Best New Media Television Series                                   | A Series of Unfortunate Events    | Nomineret |
| 2018 | Satellite Award                          | Best Actor – Television Series Musical or Comedy                   | A Series of Unfortunate Events    | Nomineret |
| 2018 | Peabody Award                            | Entertainment, Children's & Youth Programming                      | A Series of Unfortunate Events    | Vundet    |
| 2018 | Primetime Emmy Award                     | Outstanding Children's Program                                     | A Series of Unfortunate Events    | Nomineret |
| 2019 | Producers Guild of America Awards        | Outstanding Children's Program                                     | A Series of Unfortunate Events    | Nomineret |
| 2019 | Kid's Choice Awards                      | Favorite TV Drama                                                  | A Series of Unfortunate Events    | Nomineret |
| 2019 | Kid's Choice Awards                      | Favorite Male TV Star                                              | A Series of Unfortunate Events    | Nomineret |
| 2019 | Primetime Emmy Award                     | Outstanding Children's Program                                     | A Series of Unfortunate Events    | Nomineret |
| 2020 | Producers Guild of America Awards        | Outstanding Children's Program                                     | A Series of Unfortunate Events    | Nomineret |